# Dark Castle
Dark Castle ist eine amerikanische Death-Doom-Band aus Florida.

## Geschichte
Die Band wurde 2005 von Stevie Floyd und Rob Shaffer als Death-Metal-Band in St. Augustine gegründet. Ursprünglich nutzen Floyd und Shaffer einen Drumcomputer und spielten beide Gitarre. In kurzer Zeit wechselte Shaffer von der Gitarre an das Schlagzeug, und das Duo änderte ihren Stil hin zu psychedelisch beeinflusstem Death Doom. Dark Castle veröffentlichten 2007, in eigenem Vertrieb, die fünf Titel umfassende EP Flight of Pegasus, mit dem bisher einzigem Coversong der Band, No Quater von Led Zeppelin. Im Anschluss tourte die Band mit Rwake, Torche und Black Cobra. Die Tour mit Black Cobra und die aufkeimende Popularität machte die Plattenfirma At A Loss Recordings aufmerksam und ermöglichte der Band die Produktion eines ersten Albums. Phillip Cope von Kylesa produzierte das erste Album Spirited Migration, welches im Frühjahr 2008 aufgenommen wurde und am 26. Mai 2009 bei At A Loss erschien. Es wurde international überwiegend positiv aufgenommen.
Das Musikmagazin Visions führte Dark Castle mit dem Album Spirited Migration 2010 unter anderem mit Bands wie Howl und Valkyrie als aufstrebende Newcomer der damals aktuellen amerikanischen Metalszene. Im Anschluss an die Veröffentlichung des Albums gingen Dark Castle mit Kylesa, EyeHateGod, White Mice und Liturgy auf Tour. In dieser Zeit entstand auch der Dokumentarfilm des Rwake-Sängers David Lipke Slow Southern Steel über die Doom-Metal-Szene der amerikanischen Südstaaten, für welchen neben EyeHateGod, Phil Anselmo, Hank Williams III und Weedeater auch Dark Castle präsentiert und interviewt wurden.
Im September 2010 ließen Dark Castle das zweite Studioalbum von Sanford Parker (Minsk) produzieren. Parker beteiligte sich hinzukommend an den Studioaufnahmen, ebenso wie Nate Hall (U.S. Christmas), Mike Scheidt (YOB) und Blake Judd (Nachtmystium). Am 27. Mai 2011 erschien Surrender to All Life Beyond Form bei Profound Lore Records. Das Album wurde von Kritikern unterschiedlich aufgenommen. Während unter anderem Wolf-Rüdiger Mühlmann vom Rock Hard Magazin das Album positiv bewertet, bezeichnete es der Metal Hammer als überladen und unausgereift.
Nach der Veröffentlichung zog Stevie Floyd im Jahr 2011 nach Oregon und plante gemeinsam mit Bandmitglied Rob Shaffer eine US- und Europa-Tournee mit YOB, welcher eine Bandpause folgen sollte.
Entsprechend dieser Absprache tourten Dark Castle mit YOB und Pelican. 2012 zog sich die Band zurück und pausierte.
Rob Shaffer unterstützte die Band Monarch! bei deren Amerikatourneen und ihren Aufnahmen zum Album Omens. Stevie Floyd hingegen gründete die experimentelleren Bands Taurus und Nåtür und arbeitete weiterhin als Tätowiererin und Designerin. Seit ihrer Schwangerschaft 2013/2014 stellte Floyd auch ihre Liveaktivitäten ein.

## Stil

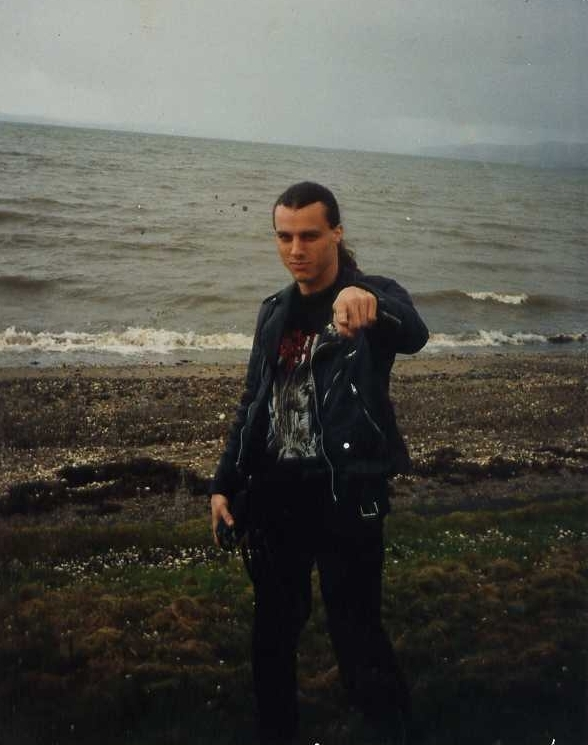
Stevie Floyd nennt Chuck Schuldiner (Bild) und dessen Band Death persönlich ihren wichtigsten musikalischen Einfluss.

Stevie Floyd erläutert die Musik von Dark Castle als verlangsamte Variante des Florida Death Metal, mit Einflüssen aus der arabischen Musik. Insbesondere Death und Morbid Angel hätten auf sie und Rob Shaffer einen bedeutsamen Einfluss gehabt.

„Chuck Schuldiner and the way he composed the songs is a big influence. He used a lot of harmonic minor scales and I’ve always loved those – usually Middle Eastern scales would inspire me more but what he did with them, he used them in such weird ways… no one really writes like him.“

„Chuck Schuldiner und die Art wie er Songs schrieb ist ein großer Einfluss. Er benutzte eine Menge Tonleitern melodischen Molls und ich liebte sie immer – normalerweise inspirieren mich eher arabische Tonleitern, aber was er mit diesen Tonleitern tat, er nutzte sie in solch bizarren Formen... niemand kann so schreiben wie er.“

Neben Chuck Schuldiner und der Florida-Death-Metal-Szene nehmen Dark Castle noch vielschichtige Einflüsse aus Welt- und Rockmusik. Floyd benennt einerseits Interpreten aus Heavy Metal, Sludge, Grunge, Industrial Rock, Dark Wave und Black Metal, andererseits antike Sitarmusik sowie antike und folkloristische Musik aus Indien und Japan.
Der Death-Metal-Anteil wurde im Lauf der Zeit reduziert. Flight of Pegasus enthielt noch stark von Death beeinflusste Riffs und tiefe Growls. Auf Spirited Migration nahmen die technischen Finessen zugunsten atmosphärischer Dichte ab und auf Surrender to all Life beyond Form veränderte sich auch der Gesang zunehmend vom Growling weg, hin zu dem zum Teil schon auf Flight of Pegasus vorhandenen Brüllgesang und Elementen des Black Metal.
In Kritiken werden Dark Castle häufig dem Sludge zugerechnet.

„Das Florida-Duo sieht sich selbst als die White Stripes des Doom Metal, was eigentlich ziemlicher Quatsch ist. Vielmehr kriechen die Herren[sic!] Stevie Floyd und Rob Shaffer durch versiffte Sludge-Gefilde und kombinieren Schmutziges der Marke EyeHateGod mit krankem, rituellem Doom der Marke Esoteric und Moss.“

Dem Doom Metal und Sludge entspricht besonders das reduzierte Tempo. Die tief gestimmten Gitarre und deren starke, oft hallende Verzerrung rücken Dark Castle gelegentlich auch in die Nähe des Drone Doom. 
Alle bisherigen Veröffentlichungen weisen Anteile aus Psychedelic Rock auf, die Band arrangiert ihre Musik mit arabischen und asiatischen Tonleitern und nimmt wiederholt folkloristische sowie ambientartige Stücke auf.

## Diskografie
- Flight of Pegasus • EP (Nur CD-R), 2007

5 Titel, 30:37 Minuten Spieldauer
Produziert von Rob McGregor in den Goldentone Studios (Gainesville, Florida), Eigenvertrieb
- Spirited Migration • CD/LP, 26. Mai 2009

8 Titel, 37:08 Minuten Spieldauer
Produziert von Phillip Cope in the Jam Room (Columbia, South Carolina), At A Loss Recordings
- Surrender to All Life Beyond Form • CD/LP, 17. Mai 2011

9 Titel, 33:49 Minuten Spieldauer
Produziert von Sanford Parker in den Semaphore Recording Studios (Chicago, Illinois), Profound Lore Records
Gastmusiker: Mike Scheidt (Gesang – Spirit Ritual) • Sanford Parker (Synthesizer und Sampler) • Nate Hall (Gesang – Stare into Absence) • Blake Judd (Gesang – Learning to Unlearn)